# Dschamal al-Fadl
Dschamal al-Fadl (* 1963, Ruffa City, Sudan) ist ein ehemals wichtiger Unterstützer von Osama bin Laden und der von ihm geführten Terrororganisation Al-Qaida. 1996 kam al-Fadl in die USA und wurde dort zu einem der wichtigsten Zeugen in Prozessen gegen Al-Qaida-Mitglieder.

## Leben
Al-Fadl wurde 1963 im Sudan geboren. Im Jahr 1981 zog er ins saudi-arabische Dschiddah, dort lebte er bis November 1986, dann kam Al-Fadl erstmals in die USA. Der Muslim trat der Al-Farook Moschee in Brooklyn, New York bei. Diese Moschee rekrutierte immer wieder Kämpfer für den Afghanistan-Krieg, so auch Al-Fadl im Jahr 1988. In Peschawar, Pakistan trainierte er in einem Camp den Umgang mit Waffen. Im Afghanistan-Krieg war er in mindestens eine Kampfhandlung verwickelt.
Über die Einrichtung Maktab al-Chidamāt in Peschawar, die als eine Keimzelle Al-Qaidas gilt, kam al-Fadl erstmals mit den späteren Anführern Al-Qaidas zusammen. Er beschaffte Geldmittel und agierte international in vielen muslimischen Ländern in Asien und Afrika und war damit am Aufstieg al-Qaidas beteiligt. In den folgenden Jahren diente er  Al-Qaida in vielerlei Art, er war beispielsweise an dem gescheiterten Versuch, im Sudan Uran für Al-Qaida zu beschaffen, beteiligt.
1996 wurde aufgedeckt, dass er Al-Qaida um eine Summe von circa 100.000 US-Dollar bestohlen hatte. Osama bin Laden forderte infolgedessen die sofortige Rückgabe des Geldes. Al-Fadl zahlte einen Teil der Summe zurück, fürchtete allerdings Vergeltung seitens Al-Qaida. Er beschloss sich gegen die Terrororganisation zu wenden und bot Informationen über eben diese an.
Schließlich gelang es ihm in die US-Botschaft in Eritrea zu kommen. Dort berichtete er von seinen Absichten.  Infolgedessen wurde er nach Deutschland zu einer US-Militärbasis und später in die USA gebracht, wo er in das Zeugenschutzprogramm aufgenommen wurde. 1996 wurde er in einem Prozess als schuldig verurteilt, eine Strafe wurde auf Grund seiner Bereitschaft als Zeuge auszusagen allerdings nie vollstreckt. Al-Fadl lebte erst in einem Hotel in New Jersey. Wenig später kamen auch seine Frau und seine sechs Kinder in die USA. Die Familie musste in den folgenden Jahren mehrfach umziehen. Al-Fadl galt als wichtigster Zeuge der USA gegen Al-Qaida und sagte unter anderem im Prozess gegen vier Al-Qaida-Mitglieder aus, die im August 1998 an Bombenanschlägen auf US-Botschaften in Kenia und Tansania beteiligt waren.